# Cristian Ciocan
Nu confundați cu Cristian Ciocan (filozof)
Cristian Ciocan (n. 27 septembrie 1987, Galați, România), numit de germani Hammer, este un boxer român.
După o pauză de câțiva ani, pugilistul gălățean s-a întors în ringul din Galați cu o victorie în fața lui Oleksiy Mazikin pentru centura WBO care a fost pe 22 februarie 2013. Pe 23 august, Cristian a mai făcut o „victimă” în perioada lui de glorie. L-a învins pe un nime Leif Larson prin KO în repriza a 7-a pentru nu a-și pierde centura WBO. În următorul meci disputat în Germania l-a învins pe americanul Kevin Johnson la puncte. A mai participat și la juniori,

## Rezultate în boxul profesionist
| No. | Rez.       | La general | Adversar                  | Tip | Runda, timp  | Data        | Locație                                                    | Note                                                                                    |
| 37  | Loss       | 27–10      | Joe Joyce                 | TKO | 4 (12), 1:20 | 2 Jul 2022  | Wembley Arena, Londra, Anglia                              | Pentru centurile WBC Silver si vacant WBO International la categoria Heavyweight        |
| 36  | Win        | 27–9       | Drazen Zanjanin           | TKO | 1 (8), 2:58  | 28 May 2022 | Die Bucht, Berlin, Germania                                |                                                                                         |
| 35  | Loss       | 26–9       | Frank Sánchez             | UD  | 10           | 1 Jan 2022  | Seminole Hard Rock Hotel & Casino, Hollywood, Florida, SUA |                                                                                         |
| 34  | Loss       | 26–8       | Hughie Fury               | RTD | 5 (10), 3:00 | 16 Oct 2021 | Newcastle Arena, Newcastle, Anglia                         |                                                                                         |
| 33  | Win        | 26–7       | Patryk Kowoll             | TKO | 3 (8), 2:18  | 15 May 2021 | Box Gym, Köln, Germania                                    |                                                                                         |
| 32  | Înfrângere | 25–7       | Tony Yoka                 | UD  | 10           | 27 Nov 2020 | H Arena, Nantes, Franța                                    |                                                                                         |
| 31  | Victorie   | 25–6       | Saul Farah                | TKO | 1 (8), 2:15  | 21 Dec 2019 | Wiking Box Center, Wolgast, Germania                       |                                                                                         |
| 30  | Înfrângere | 24–6       | Luis Ortiz                | UD  | 10           | 2 Mar 2019  | Barclays Center, Brooklyn, New York, U.S.                  |                                                                                         |
| 29  | Victorie   | 24–5       | Michael Wallisch          | KO  | 5 (12), 2:18 | 15 Dec 2018 | Sporthalle, Hamburg, Germania                              | Câștigă titlul World Boxing Organisation European Heavyweight                           |
| 28  | Victorie   | 23–5       | Tornike Puritchamiashvili | RTD | 3 (8), 3:00  | 15 Sep 2018 | Hansehalle, Lübeck, Germania                               |                                                                                         |
| 27  | Înfrângere | 22-5       | Alexander Povetkin        | UD  | 12           | 15 Dec 2017 | DIVS, Ekaterinburg, Rusia                                  | Pierde centura WBO International și vacanta WBA International la categoria Heavyweight. |
| 26  | Victorie   | 22-4       | Zine Eddine Benmakhlouf   | UD  | 12           | 19 May 2017 | Barclaycard Arena, Hamburg, Germania                       | Păstrează centura WBO European Heavyweight.                                             |
| 25  | Victorie   | 21-4       | David Price               | TKO | 7 (12), 1:22 | 4 Feb 2017  | Olympia, Londra, Anglia                                    | Păstrează centura WBO European la categoria Heavyweight.                                |
| 24  | Victorie   | 20-4       | Erkan Teper               | SD  | 12           | 15 Oct 2016 | G 18-Halle, Wilhelmsburg, Hamburg, Germania                | Câștigă centura vacantă WBO European la categoria Heavyweight.                          |
| 23  | Victorie   | 19-4       | Michael Sprott            | KO  | 1 (10), 1:51 | 18 Mar 2016 | Circul Globus, București, România                          |                                                                                         |
| 22  | Victorie   | 18-4       | Sherman Williams          | UD  | 10           | 28 Aug 2015 | Patinoarul Dunărea, Galați, România                        |                                                                                         |
| 21  | Înfrângere | 17-4       | Tyson Fury                | RTD | 8 (12), 3:00 | 28 Feb 2015 | The O2 Arena, Greenwich, Londra                            | Pentru centura WBO International la categoria Heavyweight.                              |
| 20  | Victorie   | 17-3       | Irineu Beato Costa Junior | UD  | 12           | 31 Oct 2014 | Kugelbake-Halle, Cuxhaven, Niedersachsen                   |                                                                                         |
| 19  | Victorie   | 16-3       | Konstantin Airich         | UD  | 10           | 11 Apr 2014 | Universal Hall, Berlin                                     |                                                                                         |
| 18  | Victorie   | 15-3       | Kevin Johnson             | UD  | 10           | 20 Dec 2013 | Messe, Schnelsen, Hamburg                                  |                                                                                         |
| 17  | Victorie   | 14-3       | Leif Larsen               | KO  | 7 (12), 1:21 | 23 Aug 2013 | Patinoarul Dunărea, Galați                                 | Păstrează centura WBO European la categoria Heavyweight.                                |
| 16  | Victorie   | 13-3       | Oleksiy Mazikin           | RTD | 6 (12), 3:00 | 22 Feb 2013 | Patinoarul Dunărea, Galați                                 | Păstrează centura WBO European la categoria Heavyweight.                                |
| 15  | Victorie   | 12-3       | Danny Williams            | TKO | 4 (12), 0:57 | 28 Sep 2012 | Sparkassen-Arena, Göttingen, Niedersachsen                 | Câștigă centura vacantă WBO EU la categoria Heavyweight.                                |
| 14  | Victorie   | 11-3       | Alexander Kahl            | TKO | 1 (10), 1:39 | 30 Mar 2012 | Maritim Hotel, Köln, Nordrhein-Westfalen                   |                                                                                         |
| 13  | Victorie   | 10-3       | Serdar Uysal              | TKO | 2 (10), 1:11 | 11 Feb 2012 | Boxsporthalle Braamkamp 1, Hamburg                         | Câștigă centura German International la categoria Heavyweight.                          |
| 12  | Victorie   | 9-3        | Pavol Polakovic           | TKO | 2 (8), 1:22  | 18 Nov 2011 | Kugelbake-Halle, Cuxhaven, Niedersachsen                   |                                                                                         |
| 11  | Victorie   | 8-3        | Pavel Dolgovs             | UD  | 6            | 09 Apr 2011 | Alsterdorfer Sporthalle, Hamburg                           |                                                                                         |
| 10  | Înfrângere | 7-3        | Taras Bidenko             | MD  | 6            | 04 Dec 2010 | Sport and Congress Center, Mecklenburg-Vorpommern          |                                                                                         |
| 9   | Înfrângere | 7-2        | Mariusz Wach              | KO  | 6 (8), 1:56  | 17 Jul 2010 | Sport and Congress Center, Mecklenburg-Vorpommern          |                                                                                         |
| 8   | Victorie   | 7-1        | Serdar Uysal              | KO  | 4 (6)        | 05 Jun 2010 | Sportbox, Hamelin, Niedersachsen                           |                                                                                         |
| 7   | Victorie   | 6-1        | Markus Tomala             | UD  | 6            | 24 Apr 2010 | Alsterdorfer Sporthalle, Hamburg                           |                                                                                         |
| 6   | Victorie   | 5-1        | Remigijus Ziausys         | UD  | 6            | 09 Jan 2010 | Bördelandhalle, Magdeburg, Sachsen-Anhalt                  |                                                                                         |
| 5   | Victorie   | 4-1        | Hans-Joerg Blasko         | TKO | 2 (6), 2:32  | 21 Nov 2009 | Sparkassen-Arena, Kiel, Schleswig-Holstein                 |                                                                                         |
| 4   | Victorie   | 3-1        | Jevgenijs Stamburskis     | TKO | 2 (4), 2:28  | 11 Jul 2009 | Nürburgring, Nürburg, Rheinland-Pfalz                      |                                                                                         |
| 3   | Victorie   | 2-1        | Aleksandrs Borhovs        | TKO | 2 (4), 1:05  | 06 Jun 2009 | Koenig Pilsener, Oberhausen, Nordrhein-Westfalen           |                                                                                         |
| 2   | Victorie   | 1-1        | Nikolay Marinov           | UD  | 4            | 2 May 2009  | Halle 7, Bremen                                            |                                                                                         |
| 1   | Înfrângere | 0-1        | Robert Gregor             | RTD | 1 (4), 3:00  | 01 Nov 2008 | Koenig Pilsener, Oberhausen, Nordrhein-Westfalen           | Debut profesional.                                                                      |

## Legături externe
- Profilul lui Cristian Ciocan pe boxrec.com